# Bracket
Bracket ist eine Punkband aus Kalifornien.
Sie besteht aus den vier Mitgliedern Marti Gregori (Gitarre und Gesang), Angelo Celli (Gitarre und Gesang), Zack Charlos (E-Bass und Gesang) und Ray Castro (Schlagzeug).

## Geschichte
Die Band wurde wie viele Punkbands auf der Highschool gegründet. Die beiden Schüler Larry und Marty aus Forestville, Kalifornien, beide große AC/DC-Fans, begannen, sich gegenseitig Gitarre spielen beizubringen. Später kamen Zack als Bassist und Ray als Schlagzeuger dazu, die zunächst unter dem Namen „High Output“ auftraten und die ersten Fans gewannen. Mit ihrer ersten CD, bereits als Bracket, bekamen sie einen Plattenvertrag bei Caroline Records. Da das Label die Band in ihrer künstlerischen Freiheit allerdings stark einschränkte, strebten die Musiker einen Vertrag bei Fat Wreck Chords an, der 1996 mit dem Konkurs von Caroline zustande kam. 1997 erschien dann das erste komplette Album Novelty Forever. In den folgenden Jahren war die Band viel auf Tour und bekam eine neue Fangemeinde, vor allem in Europa. Gitarrist Larry Tinney verließ die Band nach dem Album Novelty Forever und wurde durch Angelo Celli ersetzt. Der Musikstil ist Punk mit Rock-Einflüssen mit poppigen Melodien und intelligenten Texten gepaart, der vor allem die Probleme als Außenseiter behandeln. 2005 weigerte sich Fat Wreck Chords, das bereits fertiggestellte Werk Requiem zu veröffentlichen, so dass sie (scheinbar in Freundschaft) zu Takeover Records wechselten, die das Album schließlich 2006 auf den Markt brachten. Seit 2007 verfolgen Marty, Angelo und Zack das Akustikprojekt „The Good Life Crisis“, welches musikalisch dem Bereich Folk bzw. Bluegrass zuzuordnen ist. 2014 wurde nach einer langen Phase der Inaktivität das nächste Bracket-Album Hold Your Applause veröffentlicht.

## Diskografie

### Alben
- 924 Forestville St - 1994 (Caroline Records)
- 4 Wheel Vibe - 1995 (Caroline Records)
- E is for Everything on Fat - 1996 (Fat Wreck Chords)
- Like You Know - 1996 (Caroline Records)
- Novelty Forever - 1997 (Fat Wreck Chords)
- When All Else Fails - 2000 (Fat Wreck Chords)
- Live In A Dive - 2002 (Fat Wreck Chords)
- Requiem - 2006 (Takeover Records)
- Hold Your Applause - 2014 (High Output Records)

### EPs
- 5:35 - 1994 (Hi-Rise Recordings)
- Stinky Fingers - 1994 (Fat Wreck Chords)
- BS - 1994 (Fat Wreck Chords)
- Trailer Park - 1995 (Hi-Rise Recordings)
- For Those About To Mock - 1995 (Fat Wreck Chords)
- 4 Rare Vibes - 1996 (Caroline Records)
- F is for Fat - 1996 (Fat Wreck Chords)
- Appetite for Food - 1997 (High Output Records)